# Joyeux
Joyeux è un comune francese di 234 abitanti situato nel dipartimento dell'Ain della regione dell'Alvernia-Rodano-Alpi. Situato nella regione umida della Dombes, fa parte del cantone di Meximieux, nell'arrondissement di Bourg-en-Bresse. I suoi abitanti si chiamano Joliacois.
Il comune è prevalentemente agricolo e si sviluppa con grandi fattorie alternate a stagni e aree umide intorno ad un nucleo storico centrale dominato da un castello risalente agli inizi del XIX secolo.

## Società

### Evoluzione demografica
Abitanti censiti